# 마쓰시마 (방호순양함)
마쓰시마(松島)는 청일전쟁과 러일전쟁에서 사용된 일본 제국 해군의 방호순양함이다. 1892년 4월 5일 준공되어 제1종으로 분류되었다. 1898년 3월 21일, 이등순양함으로 분류되었다. 청나라가 보유한 철갑함 진원(鎮遠)과 정원(定遠)에 대항하겠다는 명목으로 건조되었고, 청일전쟁과 러일전쟁 당시 일본 제국 해군이 전쟁에 사용했다. 동급함으로 ‘이쓰쿠시마’, ‘하시다테’가 있다.

## 개요

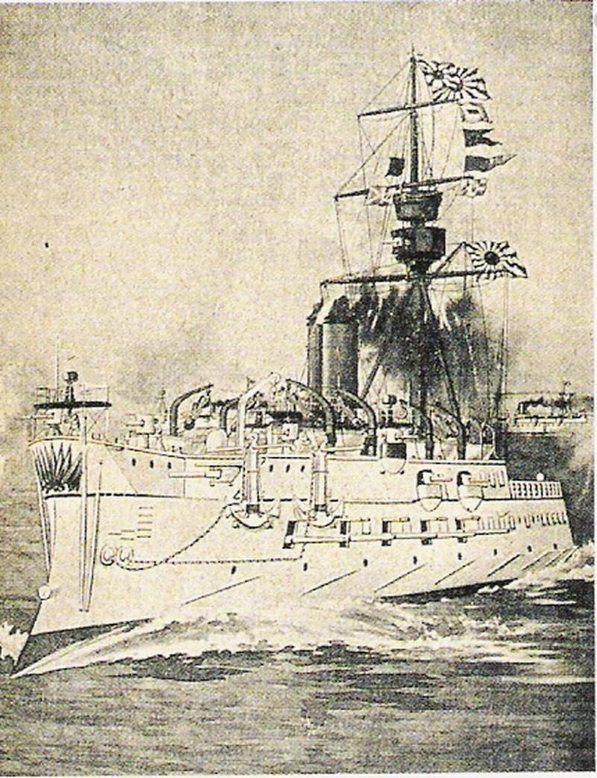
松島

1885년, 청나라 북양함대에 배치된 철갑함 진원(鎭遠)과 정원 (定遠)은 배수량은 7,220톤에, 주포는 30.5 cm 2연장포 2기를 갖추고 있었고, 현쪽 장갑의 최대 두께는 305mm였는데, 아에 대항하겠다는 명목으로 제작된 것이 마쓰시마형 방호순양함이었다. 최대 특징은 진원, 정원의 주포 구경을 상회하는 32 cm 38구경의 단장포에 있었다. 이 단 1문의 함포를 마쓰시마에는 뒷갑판에, 이쓰쿠시마, 하시다테에는 앞갑판에 거치하였다. 그 때문에 동급함이라고 해도 마쓰시마의 외형은 동급의 다른 두 척과는 많이 달라 보였다. 하지만 32cm포라는 함포를 얹은 플랫폼을 가진 선체는 당시의 일본의 정비 도크와 항만의 시설로 감당할 수 있는 배는 4000톤대라는 한계가 있었다. 그렇기에 4000톤급의 함체에 무리하게 함포를 탑재하는 처지가 되었다. 이렇게 해서 순양함급의 선체에 전함급의 거포를 탑재하게 되었다. 그 대신 기관과 장갑은 크게 약화되었다. 필연적으로 포탑을 처음 0도 방향에서 좌우로 돌리면, 포신의 무게로 인해 중심이 크게 흔들려 심하게 함체가 기울어서 계산한 대로 앙각을 제대로 잡지 못하고, 포격을 하면 반동으로 함체의 자세가 크게 뒤틀려 진로까지 심하게 요동치는 사태가 일어났다. 게다가 함포 자체도 일본 해군의 장교, 사병 모두 조작 미숙으로 만족스럽게 다루지 못하고 고장이 잦아 전쟁에 사용되기까지 많은 시간이 소요되었다. 청일 전쟁 직전에 개정된 《군함단대 정원표》에 의하면, 마쓰시마급의 세 함정 모두 , 대령(함장) 1, 소령(부장) 1, 대위 7, 소위 7, 기관소감(기관장) 1, 대기관사 3, 소기관사 1, 대군의관 2, 소군의관 1, 대회계 2, 소회계 1, 상등병조 3, 기관사 4, 선장사(船匠師) 1, 1등 하사 20, 2등 하사 22, 3등 하사 15, 1등병 53, 2등병 96, 3등병과 4등병을 합쳐 정원이 114명이었다.

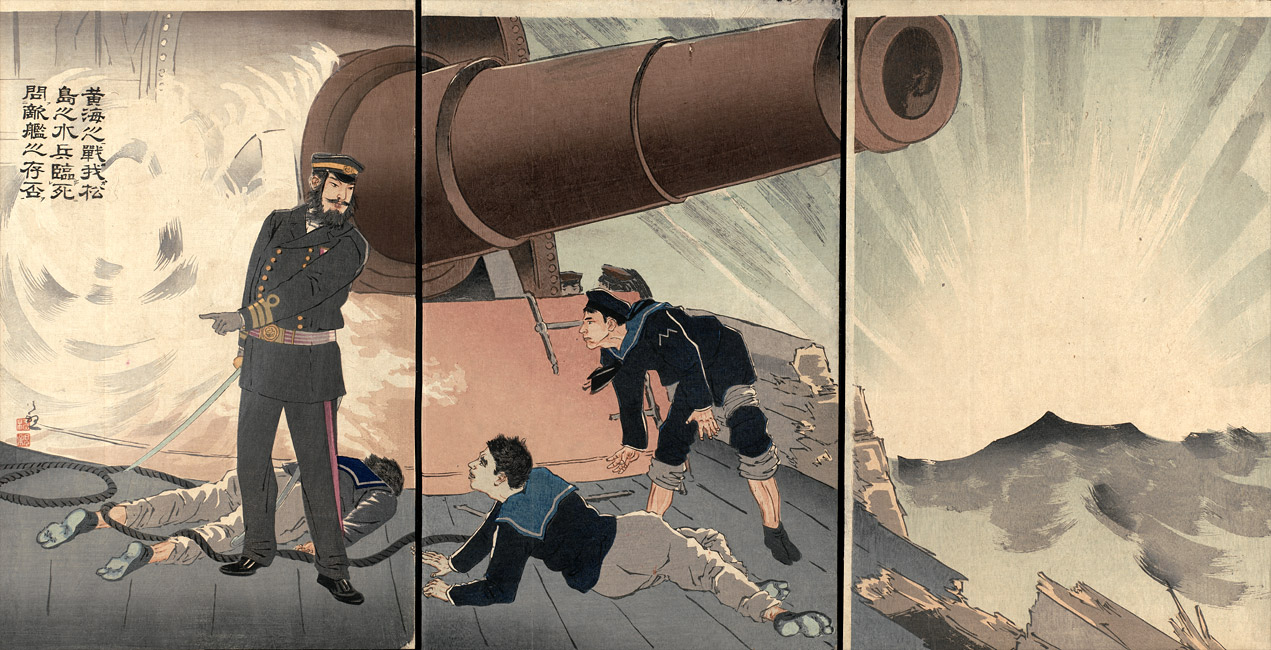
작전 중 마쓰시마의 함포, 고바야시 기요시카, 1894

1894년에는 동학 농민 운동을 진압하겠다는 명복으로 청나라와 일본이 조선에 군사를 보냈고, 한반도에 대한 지배적인 입치를 선점할 기회를 노리던 일본이 전쟁을 일으켰다. 이로 인해 청나라와 일본 사이에서 청일전쟁이 벌어졌다. 1894년 9월 17일, 청일전쟁의 황해 해전 (1894년)에서 청나라 북양 함대와 전쟁했을 때, 예상된 대로 마쓰시마로부터 발사되었던 32 cm 포탄은 단 4발에 불과했다. 다른 동급함도 이쓰쿠시마가 5발, 하시다테가 4발 뿐이었다. 명중탄이 아예 없었다는 설도 있지만, 포획 후의 진원(鎭遠)을 조사한 바에 따르면 32 cm 포탄의 직격 파공이 하나가 있었다고 추측된다. 하지만, 그 기록을 인정한다고 해도 겨우 1발 밖에 명중하지 못했던 것이다. 무리하게 장착한 함포는 큰 도움이 되지 못했던 것이 거의 확실했다. 결국 1898년 3월 21일에는 초계와 소해 임무만을 담당하는 2등순양함으로 분류되게 된다.
이후 한반도에 대한 러시아의 입지가 강해졌고, 지배적인 입지를 차지하고자 하는 목적으로 일본이 다시 전쟁을 일으켰다. 이로써 1894년 러시아와 일본 사이에서 러일전쟁이 벌어졌다. 하지만 마쓰시마가 2선급으로서 분류되었기 때문에, 마쓰시마가 전쟁에 투입되는 경우는 적었고 초계와 소해 임무만을 담당했다.
1908년 4월 30일, 해군사관학교 제35기로 졸업한 소위후보생을 싣고 연습 항해를 하던 도중에 화약고가 폭발하는 사건으로 인해 폭침, 침몰해서 승무원 370명중 207명이 사망하는 사건이 일어났다. 침몰 당시 탑승한 장교는 27명(항해병과 16, 기관과 5, 군의관과 3, 회계과 3명), 준사관은 8명, 하사는 57명, 병사는 263명으로, 총계 355명으로 추측되었다. 결국 1908년 7월 31일에 군적에서 퇴역해서 해체되었다.

## 약력
- 1888년 2월 17일, 기공
- 1890년 1월 22일, 진수식
- 1892년 4월 5일, 준공
- 1894년 8월 1일, 청일전쟁 발발
- 1894년 9월 17일, 황해 해전
- 1895년 2월, 웨이하이웨이 공격
- 1898년 3월 21일, 2등순양함으로 분류
- 1904년 2월 10일, 러일전쟁 발발, 제3함대 제5전대 소속, 초계와 소해 임무만을 담당
- 1905년 5월 27일~28일 쓰시마 해전
- 1908년 4월 30일, 연습 항해 중에 화약고가 폭발하는 사건으로 인해 폭침, 침몰해서 승무원 370명(침몰 당시 탑승한 장교는 27명(항해병과 16, 기관과 5, 군의관과 3, 회계과 3명), 준사관은 8명, 하사는 57명, 병사는 263명으로, 총계 355명으로 추측) 중 207명이 사망
- 1908년 7월 31일, 군적에서 퇴역, 해체

## 함장
회항함장
- 사메지마 카즈노리(鮫島員規) 대령：1891.6.17 ~ 8.28

함장
- 사메지마 카즈노리 대령：1891.8.28 ~ 1893.5.20
- 히다카 소노조(日高壮之丞) 대령：1895.5.18. ~ 7.25日
- 마츠나가 유우쥬(松永雄樹) 대령：1895年7月25日 ~ 9月28日
- 사쿠라이 키쿠노죠(桜井規矩之左右) 대령：1897.12.7 ~ 1898.3.1
- 우류 소토키치(瓜生外吉) 대령：1899.2.1 ~ 6.17
- 이지치 히코지로(伊地知彦次郎) 대령：1902.6.11 ~ 1903.9.26
- 카와시마 레이지로(川島令次郎) 대령：1903.9.26 ~ 1905.1.12

## 정원[1]
- 총 합계 114명
- 대령(함장) 1명
- 소령(부장) 1명
- 대위 7명
- 소위 7명
- 기관소감(기관장) 1명
- 대기관사 3명
- 소기관사 1명
- 대군의관 2명
- 소군의관 1명
- 대회계 2명
- 소회계 1명
- 상등병조 3명
- 기관사 4명
- 선장사(船匠師) 1명
- 1등 하사 20명
- 2등 하사 22명
- 3등 하사 15명
- 1등병 53명
- 2등병 96명
- 기타 3등병·4등병